# Carl Gibson (Autor)

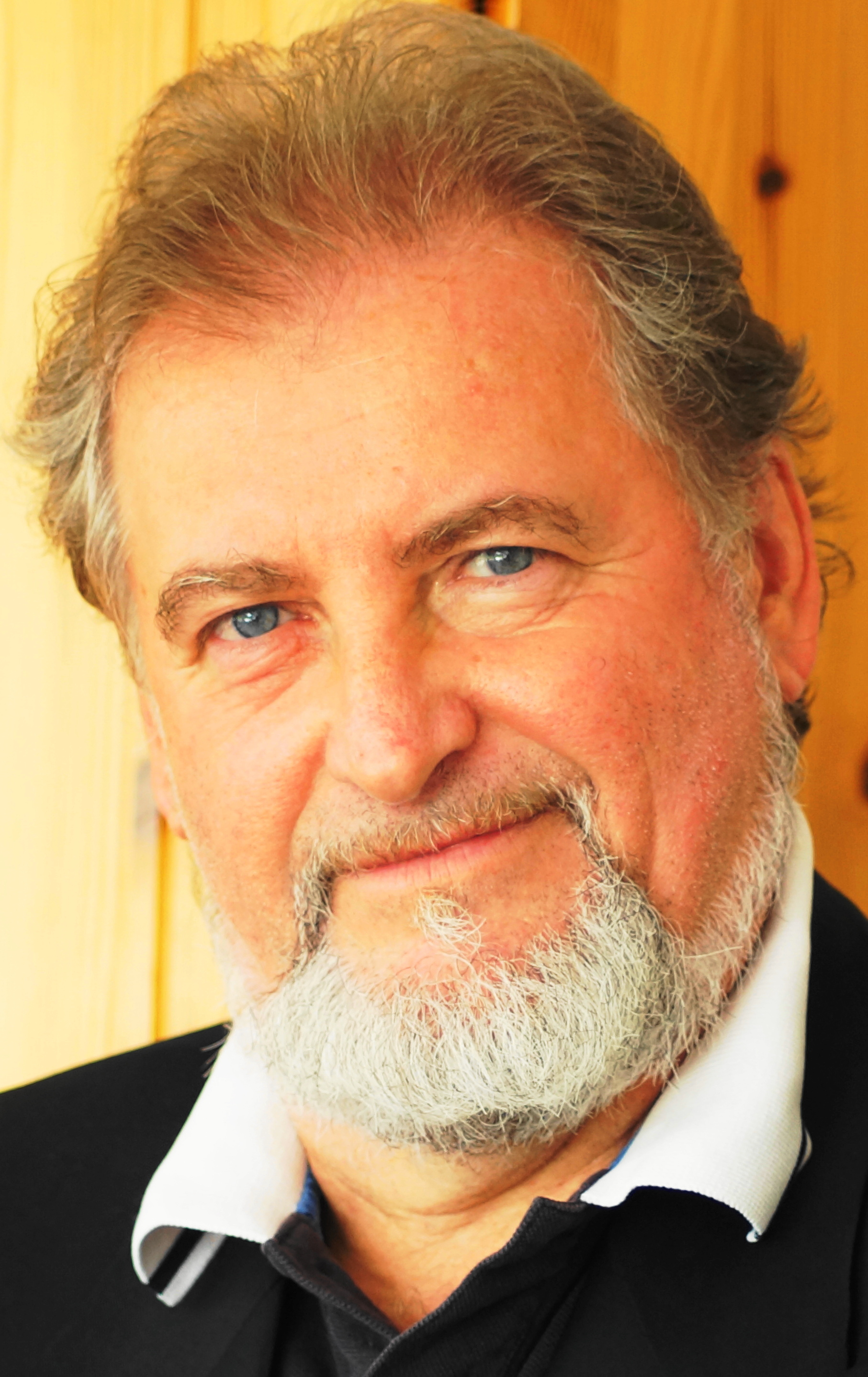
Carl Gibson, 2017

Carl Jakob Gibson (* 1959 in Timișoara, Volksrepublik Rumänien) ist ein deutscher Fach- und Sachbuchautor, philosophischer Schriftsteller und ehemaliger antikommunistischer Bürgerrechtler.

## Leben und Werk
Gibson wuchs in Săcălaz im Banat auf. In Timișoara besuchte er das Nikolaus Lenau Lyzeum. Carl Gibson ist Philosoph, Literaturwissenschaftler, Sach- und Fachbuchautor, Publizist, Schriftsteller, Historiker, Gründer und Leiter des „Instituts zur Aufklärung und Aufarbeitung der kommunistischen Vergangenheit in Europa“. Von 1976 bis 1989 engagierte sich Gibson als Bürgerrechtler und Dissident in Rumänien. 1977 wurde er in Bukarest verhaftet, als er versuchte, den Charta-77-Solidarisierungsappell des oppositionellen Schriftstellers Paul Goma zu unterzeichnen. Bis zu seiner Ausreise im Oktober 1979 opponierte Gibson teils individuell, teils im Rahmen des politisch-musischen Kreises OTB (rumänisch Organizaţia Timiş-Banat). Ebenfalls bestanden Kontakte zu deutschsprachigen Schriftstellern aus der Aktionsgruppe Banat und dem Adam-Müller-Guttenbrunn-Kreis in Temeswar. Gibson wurde mehrfach in dreijähriger Opposition von der Securitate verhört und zum Teil gefoltert.
Nach der partiellen Zerschlagung der in Bukarest gegründeten Freien Gewerkschaft rumänischer Werktätiger SLOMR (Sindicatul liber al oamenilor muncii din România) gründete er zusammen mit 16 weiteren Sympathisanten der Freien Gewerkschaft die Regionalorganisation SLOMR Temeswar. Nach seiner Verhaftung aufgrund des Vorwurfs, „eine anarchistische Organisation mit antisozialistischem Charakter begründet zu haben“, verbüßte er sechs Monate Gefängnishaft in der Anstalt Popa Șapcă, Timișoara.
Nach seiner Ausreise in die Bundesrepublik Deutschland im Jahr 1979 setzte sich Carl Gibson weiter für demokratische Strukturen in Rumänien ein und trat als Sprecher der SLOMR im Westen auf. Im Rahmen einer vom internationalen Gewerkschaftszusammenschluss Confederation Mondial du Travail World Confederation of Labour initiierten Untersuchung der Internationalen Arbeitsorganisation (ILO) wurde auch Carl Gibson als aktiver Zeitzeuge angehört. Die Untersuchung, in der die rumänische Regierung unter Nicolae Ceaușescu beschuldigt wurde, die von ihr ratifizierten Abkommen über allgemeine Bürgerrechte und gewerkschaftliche Freiheiten nicht respektiert zu haben, zog sich von 1981 bis 1984 hin und führte zur Freilassung langjährig verurteilter Gewerkschaftsgründer.
Ab 1982 studierte Gibson Politische Wissenschaft, Geschichte und Philosophie zunächst an der Friedrich-Alexander-Universität Erlangen-Nürnberg, später an der Eberhard-Karls-Universität Tübingen, der Universität Wien und der Albert-Ludwigs-Universität Freiburg, bis er 1985 an die Julius-Maximilians-Universität Würzburg wechselte. Nach seinem Abschluss (Philosophie, Germanistik, Geschichte) an der Universität Würzburg arbeitete er dort als Dozent und wissenschaftlicher Mitarbeiter. Nach 1997 war er selbstständig tätig und lebte heute als freier Autor und Publizist. 23 Buchveröffentlichungen liegen vor.
Carl Gibson veröffentlicht seit 1982 und ist journalistisch tätig; neben wissenschaftlichen Publikationen verfasste er zahlreiche Essays, Belletristik und politische Bücher zu aktuellen Themen. Gibson lebte seit 1992 überwiegend in Bad Mergentheim, wo er 1993 ein „Institut für Wirtschaftsethik“ begründete. Im Jahr 2005 wurde dieses zur philosophischen Praxis ausgeweitet. Gibson publizierte mehrere seiner Werke online und betätigt sich als Blogger. 2018 zog er nach Tauberbischofsheim. Gibson ist seit 2014 Selbstverleger und seit 2011 Mitglied im Verband deutscher Schriftsteller im Rahmen der Vereinten Dienstleistungsgewerkschaft (ver.di).
Seit 2009 tritt Gibson als Kritiker von Herta Müller auf; er warf ihr eine zeitweise opportunistische Haltung gegenüber dem Ceaușescu-Regime vor.

## Veröffentlichungen

### Aufsätze
- Nietzsches Lenau-Rezeption. In: Sprachkunst. 1986, 2. Halbband, S. 188–205. (Österreichische Akademie der Wissenschaften).
- Auftakt mit einer Bestie – oder: Zuckerbrot und Peitsche. In: Halbjahresschrift für südosteuropäische Geschichte, Literatur und Politik. S. 120–126. Heft Nr. 1, 2007, Dinklage. Kapitel-Auszug aus: Symphonie der Freiheit. Widerstand gegen die Ceausescu-Diktatur.
- Roman Rocek: Dämonie des Biedermeier. Nikolaus Lenaus Lebenstragödie. Wien 2005. In: Halbjahresschrift für südosteuropäische Geschichte, Literatur und Politik. S. 120–126 Dinklage, Heft Nr. 2, 2007, S. 132–134. Buchbesprechung von Carl Gibson.
- Ion Caraion: Der Konflikt zwischen dem Bleibenden und dem Vergehenden. In: Traian Pop (Hrsg.): Matrix. Zeitschrift für Literatur und Kunst. Ausgabe. 11. Ausgabe, Pop Verlag, Ludwigsburg 2008, S. 66–72. Übersetzung aus dem Rumänischen von Carl Gibson.
- Das kurze Aufleuchten von Widerstand. Die Gründung und Zerschlagung der ersten freien Gewerkschaft in Rumänien. In: Horch und Guck: Zeitschrift zur kritischen Aufarbeitung der SED-Diktatur. Heft Nr. 3, S. 46 ff, Berlin, 2008. (online PDF; 1,8 MB)
- Legitimer Protest gegen Ceaușescu-Diktatur. In: Siebenbürger Zeitung. 20. März 2009. (online)

### Bücher
- Nikolaus Lenau. Leben – Werk – Wirkung. (= Beiträge zur neueren deutschen Literaturgeschichte. Folge 3. Band 100). Carl Winter Universitätsverlag, Heidelberg 1989, ISBN 3-533-04206-5.
- Symphonie der Freiheit. Widerstand gegen die Ceausescu-Diktatur. Chronik und Testimonium einer tragischen Menschenrechtsbewegung in literarischen Skizzen, Essays, Bekenntnissen und Reflexionen. J. H. Röll Verlag, Dettelbach 2008, ISBN 978-3-89754-297-6.
- Allein in der Revolte: Eine Jugend im Banat. Aufzeichnungen eines Andersdenkenden – Selbst erlebte Geschichte und Geschichten aus dem Securitate-Staat. J. H. Röll Verlag, Dettelbach 2013, ISBN 978-3-89754-430-7.[15]
- Die Zeit der Chamäleons. Kritisches zum Leben und Werk Herta Müllers aus ethischer Sicht. Selbstverlag, mit Tuschezeichnungen von Michael Blümel. Bad Mergentheim 2014, ISBN 978-3-00-045135-5.
- „Ohne Haftbefehl gehe ich nicht mit“ – Herta Müllers erlogenes Securitate-Folter-Martyrium: Mit Hass, Hetze, Täuschung und politischer Protektion plagiatorisch zum Nobelpreis. Selbstverlag, mit Karikaturen von Michael Blümel. Bad Mergentheim 2014, ISBN 978-3-00-045364-9.
- Plagiat als Methode – Herta Müllers „konkreative“ Carl Gibson-Rezeption. Selbstverlag, mit Tuschezeichnungen von Michael Blümel. Bad Mergentheim 2014, ISBN 978-3-00-045670-1.
- Vom Logos zum Mythos!? Die Herta Müller-Maskerade im Brenn-SPIEGEL der ZEIT-Kritik. Selbstverlag, Bad Mergentheim 2015, ISBN 978-3-00-048502-2.
- Koryphäen der Einsamkeit und Melancholie in Philosophie und Dichtung aus Antike, Renaissance und Moderne, von Ovid und Seneca zu Schopenhauer, Lenau und Nietzsche. Selbstverlag, Bad Mergentheim 2015, ISBN 978-3-00-049939-5.
- Quo vadis, Germania, wohin steuert Europa? Selbstverlag, Bad Mergentheim 2016, ISBN 978-3-00-051989-5.[16]
- Heimat, Werte und Kultur der Banater Schwaben in den Zerrbildern Herta Müllers – Das „deutsche Dorf im Banat“, „Reich der Grausamkeit“ und „Hölle auf Erden“!? mit Tuschezeichnungen von Michael Blümel. Selbstverlag, Igersheim 2016, ISBN 978-3-00-053834-6, 642 S.[17]
- Herta Müller im Labyrinth der Lügen: „Wir ersäufen dich im Fluss“ – Mythen, Märchen Münchhausiaden im „authentischen“ Lebensbericht der deutschen Nobelpreisträgerin für Literatur! Die „Unbeugsame“ als „Politikum“, ihre „Als ob“-Biographie aus der Retorte und DER FALL OSKAR PASTIOR: Nobelpreis für ein Plagiat!? mit Karikaturen von Michael Blümel. Selbstverlag 2016, ISBN 3-00-053835-6.[18]
- „America First“, Trumps Herausforderung der Welt – Wille zur Macht und Umwertung aller Werte!? Selbstverlag, Igersheim 2017, ISBN 978-3-947337-00-2, 255 S.[19]
- Merkels Deutschland-Experiment. Westliche Werte im Umbruch – Anstand und Würde oder Demagogie und Opportunismus? Der verlogene Politiker und die „kranke“ Demokratie – zum geistig-moralischen Niedergang einer Kulturnation. Selbstverlag, Igersheim 2017, ISBN 978-3-947337-01-9, 382 S.[20]
- Faustinus – der glückliche Esel und die Revolution der Tiere. Kommunismus-Parodie und Totalitarismus-Kritik in Humoresken und Satiren. Selbstverlag, Igersheim 2018, ISBN 978-3-947337-05-7, 768 S.[21]
- Leben ohne Würde – Armer Poet im reichen Deutschland!?: Die neuen Elenden heute: Diogenes, Lumpen-Akademiker, Intellektuelle, brotlose Künstler ... und die große Gleichmacherei in der Leistungsgesellschaft für alle – „J‘ accuse“! Das Hartz IV-Monster – eine „Reform“, die Menschen zu Aussätzigen macht. Selbstverlag, Tauberbischofsheim 2018, ISBN 3-947337-04-3.[22]
- Endzeit – Deutschland politisch am Wendepunkt und der freie Westen moralisch am Abgrund!?: Vom „Eisernen Kanzler“ zur „Eisernen Kanzlerin“ – Soziale Reformen oder Restauration? Die politischen Fehler Angela Merkels häufen sich: Muss die Lotsin von Bord? Eine Schicksalswahl mit Folgen: Wird die Demokratie im Namen von Recht und Freiheit zerstört. Selbstverlag, Tauberbischofsheim 2018, ISBN 3-947337-03-5.[23]
- Rufe in der Wüste: Auf der Suche nach der Wahrheit, Sisyphus unterwegs in der deutschen „Fake-News-Gesellschaft“ Fakten nach Bedarf und Laune – das Trump-Paradigma längst auch in Europa!? „Gaya Scienza“ heute und „Kunst“ als Mittel zum Zweck!? Selbstverlag, Tauberbischofsheim 2018, ISBN 3-947337-07-8.[24]
- „Atta Troll“ – Heinrich Heines poetische Zeitkritik. Selbstverlag, Tauberbischofsheim 2019, ISBN 978-3-947337-10-1.[25]

Im Auftrag erarbeitete Werke:
- Bad Mergentheim und das Trinkwasser. Die Geschichte der Mergentheimer Wasserversorgung. R. Oldenbourg Verlag, München / Wien 1994, ISBN 3-486-26258-0.
- Erdgas für Tauberfranken und Hohenlohe. Der Aufbau einer leistungsfähigen Erdgasversorgung. Herausgegeben von der Contigas Deutsche Energie-AG und der Stadtwerke Bad Mergentheim GmbH. R. Oldenbourg Verlag, München / Wien 1999, ISBN 3-486-26469-9.
- Brunnen und Quellen in Tauberfranken. Ein Beitrag zur historischen Trinkwasserversorgung des Weinortes Markelsheim. Herausgegeben vom Stadtwerk Tauberfranken GmbH. Wesel Verlag, Baden-Baden 2004, ISBN 3-00-015136-2.
- Brunnen und Quellen in Tauberfranken. Die historische Trinkwasserversorgung der Bad Mergentheimer Ortschaften Dörtel. Herbsthausen und Schönbühl. Herausgegeben vom Stadtwerk Tauberfranken GmbH. Wesel Verlag, Baden-Baden 2005, ISBN 3-00-017572-5.
- Mehr Licht: Die Geschichte der Stromversorgung in Bad Mergentheim. Stadtwerk Tauberfranken GmbH. Bad Mergentheim 2009, ISBN 978-3-00-027905-8.